# Stuposiany
Stuposiany (w latach 1977–1981 Łukasiewicze) – wieś w Polsce położona w województwie podkarpackim, w powiecie bieszczadzkim, w gminie Lutowiska. Leży w pobliżu ujścia Wołosatego do Sanu przy drodze wojewódzkiej nr 896.
Wieś jest siedzibą sołectwa Stuposiany, w którego skład wchodzą również miejscowości Procisne i Pszczeliny.

## Historia
Nazwa miejscowości (oznaczająca zstąpienie rzeki do Sanu), pojawia się po raz pierwszy w 1489 r. Stuposiany powstawały etapami: Stuposiany Dolne, Górne i Bereżki.
Wieś Wola (Stuposiany) prawa wołoskiego, położona była w drugiej połowie XV wieku w ziemi sanockiej województwa ruskiego. Pierwsze wzmianki dotyczące Stuposian sięgają 1489 r. i umiejscawiają je jako jedną z własności Kmitów. Piotr Kmita Sobieński do 1553 r. dziedziczy Stuposiany, a po jego śmierci bezdzietna wdowa Barbara Kmita z Herburtów. Po jej śmierci w 1580 r., posiada te tereny brat Stanisław Herburt.
Osada po kilku latach przeszła na własność Andrzeja Choteckiego. Jednak napad Tatarów w czerwcu 1624 r. i napady zbójnickie odstraszały właścicieli. W 1632 r. tołhaje zza Karpat, wspomagani przez 97 kmieci ze Stuposian i 17 z Bereżek, złupili miejscowy dwór Andrzeja Choteckiego. Napastnicy zabrali cały majątek ruchomy. Poddani w zemście sprowadzili beskidników zza Karpat i złupili dwór i folwark. Ród Wisłockich herbu Sas, który przejął te dobra, po napadzie zbójnickim po 1632 r. władał tymi terenami do XIX wieku. Ale już w 1640 r. obrabowano w Wołosatem, tutejszą właścicielkę Wisłocką, gdy wracała z Rusi Zakarpackiej.
Napad Jerzego Rakoczego w 1657 r., a potem najazd Szwedów w 1709 r., którzy również napadli w 1711 r. znacznie zniszczył miejscowość.
W XVIII w. w obrębie Stuposian powstały trzy osobne folwarki i dwory poza posiadłościami kolejnych generacji Wisłockich. Wisłoccy jednak nie chcieli dopuścić zaborców i brali udział w powstaniach. Pod koniec 1774 r., po upadku konfederacji barskiej, o prawo do spadku wystąpili spadkobiercy Wisłockich w linii żeńskiej i zaczęły się procesy sądowe, w których występowali: Przestrzelscy, Łazowscy, Leszczyńscy i inni. Procesy te trwały prawie wiek i zakończyły się wykupieniem całości majątku przez rodzinę Ziętarskich w 1875 r. Jednak duch patriotyczny w rodzie Wisłockich nie osłabł, jedni wspomagali finansowo powstańców, np. Teodozy Wisłocki, a inni wyruszyli wraz z grupą ze Stuposian, by wziąć udział w powstaniu w 1846 r., jak Ludwik Wisłocki, czy w powstaniu styczniowym w 1863 r., jak Józef Wisłocki – wachmistrz – 7 pułk ułanów – odznaczony Srebrnym Orderem Virtuti Militari (19 sierpnia 1831 r.).
W połowie XIX wieku właścicielami posiadłości tabularnej Stuposiany z Bereską byli Marceli Wisłocki i spadkobiercy Rittnera.
Stuposiany są jednym z najstarszych ośrodków górnictwa naftowego na świecie. Kopalnie ropy naftowej istniały tu przed rokiem 1884. Na początku wieku XIX istniała na granicy Bereżek z Caryńskiem huta szkła, a w latach 60. XIX w. powstała tu kopalnia ropy naftowej.
Dzięki budowie linii kolejki wąskotorowej z Sokolik do Stuposian, a następnie do Ustrzyków Górnych, miejscowość stała się „lokalnym centrum gospodarczym”. W 1912 ponownie zostały rozpoczęte poszukiwania ropy naftowej przez firmę „Abura” ze Lwowa. Zniszczenia jakie powstały podczas I wojny światowej przerwały rozwój miejscowości.
W 1921 r. tutejsze lasy nabyła Polska Spółka Drzewna „Stuposiany”. Krach gospodarczy nastąpił pod koniec lat 20., a nieporozumienia pomiędzy udziałowcami doprowadziły do likwidacji kolejki wąskotorowej ok. 1932 r. W 1938 r. w pobliskich Pszczelinach powstał tartak parowy, doprowadzono drogę bitą, zaś Stuposiany stały się siedzibą gminy.
II wojna światowa przyniosła nowe nieszczęścia i zniszczenia. W 1944 r. w rejonie Stuposian działały formacje AK i UPA. W 1944 roku przez UPA zamordowany został leśniczy Zagórski.
W czasie przechodzenia frontu zniszczono część zabudowy. Ostatecznie w 1946 r. wysiedlono prawie wszystkich mieszkańców do ZSRR, zaś zabudowa wsi została spalona.
W latach 50. na obszarze wsi powstało kilka osad leśnych. Ze śladów przeszłości stosunkowo dobrze zachowała się trasa dawnej kolejki wąskotorowej.
Po II wojnie światowej wieś uległa niemal całkowitemu zniszczeniu. Jedyną pozostałością po starych Stuposianach jest obecnie znajdujący się przy drodze do Mucznego dawny cmentarz greckokatolicki, na którym z ponad sześćdziesięciu nagrobków zachowało się zaledwie kilka, w tym grób Marcelego Wisłockiego  właściciela majątku Stuposiany Górne w połowie XIX wieku.
Do 1951 roku miejscowość była siedzibą gminy Stuposiany. W latach 1975–1998 miejscowość administracyjnie należała do województwa krośnieńskiego.
Mieszkańcy przedwojennych Stuposian zostali wysiedleni lub przesiedleni. Powojenne Stuposiany to już zupełnie inna miejscowość będąca w zasadzie osadą śródleśną prawie niczym nie odwołującą się do historii swej poprzedniczki.
„Według tradycji, [dobra Wisłockich – red.] zostały jeszcze za panowania pierwszego Jagiełły nadane jednemu z przodków tej rodziny, pod tym warunkiem, aby tamże zbudował zamek obronny i utrzymywał na nim załogę ku opędzaniu tych krajów od napadów węgierskich. Takich zamków większych i mniejszych ciągnął się wówczas nieprzerwany łańcuch wzdłuż Karpat – a ich właściciele nie tylko utrzymywali na nich załogi, złożone z kilkunastu albo kilkudziesięciu żołnierzy, ale przysposabiali także lud wiejski do wojennego rzemiosła [...]. Granice państwa wisłockiego dochodziły aż do szczytów Bieszczadu, których tu i ówdzie, jak aksamitne kobierce [...]” – Zygmunt Kaczkowski, Wasi Ojcowie.
Od października 1939 do sierpnia 1944 wieś była siedzibą urzędu gminy w powiecie sanockim.

## Demografia
- 1921 Stuposiany zamieszkiwało 796 osób (w 137 domach mieszkalnych):
  - 661 wyznania greckokatolickiego
  - 77 wyznania mojżeszowego
  - 56 wyznania rzymskokatolickiego
  - 2 wyznania ewangelickiego
- 1991 – 96 osób
- 2004 – 120 osób
- 2020 – 96 osób[1]

## Klimat
24 stycznia 2006 o godzinie 7 rano zarejestrowano tu jedną z najniższych temperatur w historii Polski: –35 °C (rekord należy do Olecka, –42 °C w 1929). Specyficzny mezoklimat Stuposiany, zwane czasem bieszczadzkim biegunem zimna, zawdzięczają położeniu na stosunkowo dużej wysokości ok. 550 m n.p.m., a zarazem na dnie doliny, gdzie w czasie zimowych inwersji spływa zimne powietrze z gór.